# فلم رباعي الأبعاد

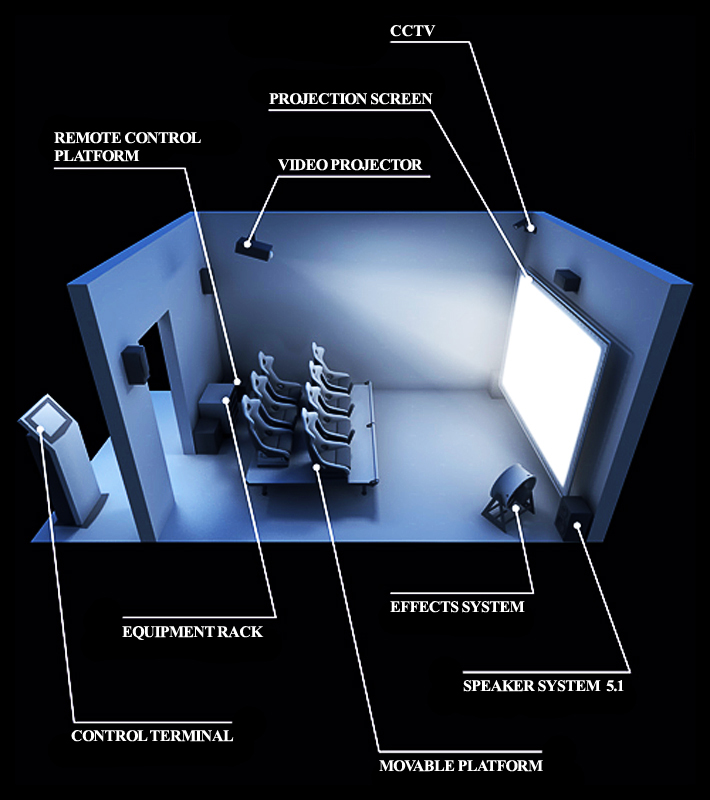

الفيلم رباعي الأبعاد هو مصطلح تسويقي يستخدم لوصف نظام عرض ترفيهي يجمع ما بين الأفلام ثلاثية الأبعاد و التأثيرات الفيزيائية في المسرح، والتي تحدث بالتزامن مع عرض الفيلم (الفيلم ليس حقا رباعي الأبعاد بالمعنى الهندسي للكلمة).